# إيرول كير
إيرول كير (بالإنجليزية: Errol Kerr)‏ هو متزحلق حر أمريكي، ولد في 12 أبريل 1986 في بروكلين في الولايات المتحدة.

## وصلات خارجية
- إيرول كير على موقع الاتحاد الدولي للتزلج (التزلج على المنحدرات الثلجية) (الإنجليزية)
- إيرول كير على موقع الاتحاد الدولي للتزلج (التزلج الحر) (الإنجليزية)
- إيرول كير على موقع أوليمبيديا (الإنجليزية)